# Märkischer Kreis
Märkischer Kreis là một (huyện) nằm ở miền trung của bang Nordrhein-Westfalen, Đức. Những huyện bên cạnh là Unna, Soest, Hochsauerland, Olpe, Oberbergischer Kreis, Ennepe-Ruhr, và thành phố Hagen.

## Lịch sử
Huyện này được thành lập vào năm 1975 như là một phần của việc tái tổ chức các huyện của Nordrhein-Westfalen. Các huyện cũ Lüdenscheid và Iserlohn cùng với Thành phố Iserlohn, trước đây là một huyện thành thị, cộng với khu vực xung quanh Balve (trước đây thuộc huyện Arnsberg được hợp nhất thành huyện mới. Chính huyện Lüdenscheid cũng chỉ được tạo ra vài năm trước đó, vào năm 1968, khi thành phố Lüdenscheid được sáp nhập với huyện Altena (ban đầu được tạo ra vào năm 1753). Cái tên Märkischer Kreis đã được chọn để thừa nhận thực tế rằng một phần lãnh thổ trước đây thuộc về huyện Mark.